# Dobruja
Dobruja (en rumano: Dobrogea, en búlgaro: Добруджа Dobrudzha, en turco: Dobruca) es una región histórica localizada entre el curso bajo del río Danubio y el mar Negro, incluido el delta del Danubio, la costa de Rumanía y la zona más septentrional de la costa búlgara del mar Negro. Se divide en Dobruja Septentrional (Dobrogea), perteneciente a Rumanía, y Dobruja Meridional (en rumano, Cadrilater), perteneciente a Bulgaria.

## Historia

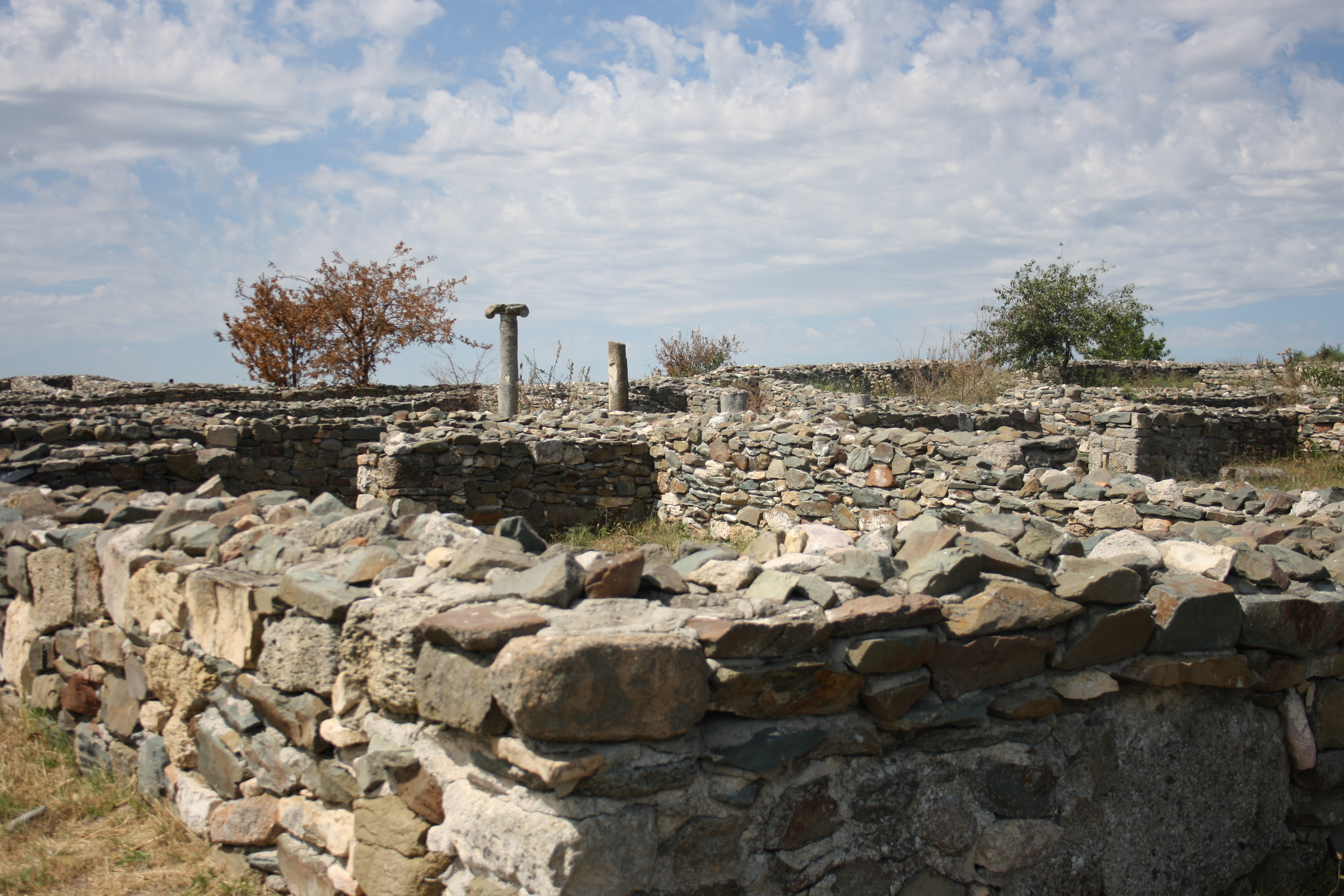
Ruinas de la primera colonia griega en la región, supuestamente procede de los Istros.

Durante los inicios de la Edad de Hierro (siglos VIII–VI a. C.), se incrementa la diferenciación de los godos, las tribus locales de los pobladores tracios. En la segunda parte del siglo VIII a. C., los primeros signos de intercambios comerciales entre las poblaciones locales y los griegos aparecen en las costas del golfo de Halmyris (conocido ahora como el lago Sinoe).
En el 657/656 a. C., colonos griegos de Mileto fundaron una colonia en la región de Istria. Entre los siglos VII y VI a. C., más colonias fueron fundadas en las costas de Dobruja: Callatis, Tomis, Mesembria, Dionisiópolis, Parthenopolis, Aphrodisias, Eumenia, entre otras. En el siglo V a. C., esas colonias quedaron bajo la influencia de la Liga de Delos, pasándose en este periodo de la oligarquía a la democracia. En el siglo VI a. C., los primeros grupos de escitas comienzan a llegar a la región. Dos tribus getas, los crobyzi y los terizi, además de la villa de Orgame (Argamum) son mencionadas en el territorio de la actual Dobruja por Hecateo de Mileto (540–470 a. C.).
En 514-512 a. C., el rey Darío I de Persia somete a los getas que habitaban la región durante su expedición contra los Escitas que vivían al norte del Danubio. Más o menos en el 430 a. C., el reino odrisio bajo Sitalces extiende su dominio al delta del Danubio. En el 429 a. C., los Getas provenientes de la región participaron en una campaña odrisiana en las batallas en Macedonia. En el siglo IV a. C., los escitas dominaron la actual Dobruja bajo su reinado. Entre 341–339 a. C., uno de sus reyes, Ateas, luchó en contra de Istria, quienes eran supuestamente gobernados por un Histrianorum rex (probablemente un gobernador local, de origen geta). En el 339 a. C., el rey Ateas sería derrotado por el rey macedonio Filipo II, quien tras la lucha extendería su dominio sobre Dobruja.

Antiguos poblados y colonias de los griegos en Escitia Menor.

En 313 a. C. y nuevamente entre 310–309 a. C., las colonias griegas lideradas por Callatis, y apoyadas por Antígono I Monóftalmos, se rebelaron contra el mandato macedonio. Las revueltas fueron suprimidas por el Diádoco Lisímaco, el gobernador de Tracia, quien también iniciaría una expedición militar punitiva contra Dromiquetes,el gobernante de la parte norte en manos de los Getas del Danubio, en el año 300. En el siglo III a. C., las colonias en la costa de Dobruja pagaban tributo a los basileos Zalmodegikos y Moskon, quienes probablemente gobernaban también en la zona norte de Dobruja. En el mismo siglo, los celtas se asentaron al norte de la región. En 260 a. C., Bizancio, junto a Callatis e Istria, perderían la guerra por el control de Tomis. A fines del siglo III a. C. y principios del siglo II a. C., los bastarnos se asentaron en el área del delta del Danubio. Cerca del 200 a. C., el rey tracio Zoltes invadió esta provincia en repetidas ocasiones, pero sería derrotado por Rhemaxos, quien se convertiría en el protector de las colonias griegas.
Los primeros estudiosos griegos, como Heródoto, recuerdan a dicha región cómo la extensión sur-oriental de Escitia –una práctica que también se hallaría en una inscripción datada en el siglo II a. C.- donde se recuerda un decreto hecho en Histria, en el que se refieren a las regiones circundantes de la ciudad griega como "Escitia". Sin embargo, el topónimo Μικρά Σκυθία Mikrá Skythia, usualmente se traduce como Escitia Menor o Baja Escitia, lo que sería luego la usanza para referirse a la región que se conocería con posterioridad como Dobruja. El más temprano uso del término "Scythia Minor" (Mikrá Skythia) se puede hallar hasta los escritos de Estrabón en su primeriza Geografía (1.er siglo de nuestra era). Los griegos aparentemente distinguían así a la región de la de "Escitia Mayor" (Scythia Major), la cual ellos situaban al norte del delta del Danúbio.
Cerca al año 100 a. C. el rey Mitrídates VI del Pontus extiende su autoridad sobre las ciudades griegas en Dobruja. Pero, entre los años 72–71 a. C., durante la tercera guerra, dichas ciudades fueron ocupadas por las fuerzas de Marco Terencio Varro Lúculo, el procónsul romano de Macedonia. Se firmaría con posterioridad un foedus entre las colonias griegas y el imperio, pero entre 62–61 a. C., las colonias desataron una crisis.[cita requerida] Gayo Antonio Híbrida interviene en dicha crisis, pero es derrotado por los Getas y Bastarnos cerca de Histria. A fines del 55 a. C., los Dacios bajo el mando del rey Burebista conquistan las demás colonias griegas de la costa de Dobruja. Su mandato terminaría en el 44 a. C.[cita requerida]

### Mandato del Imperio romano

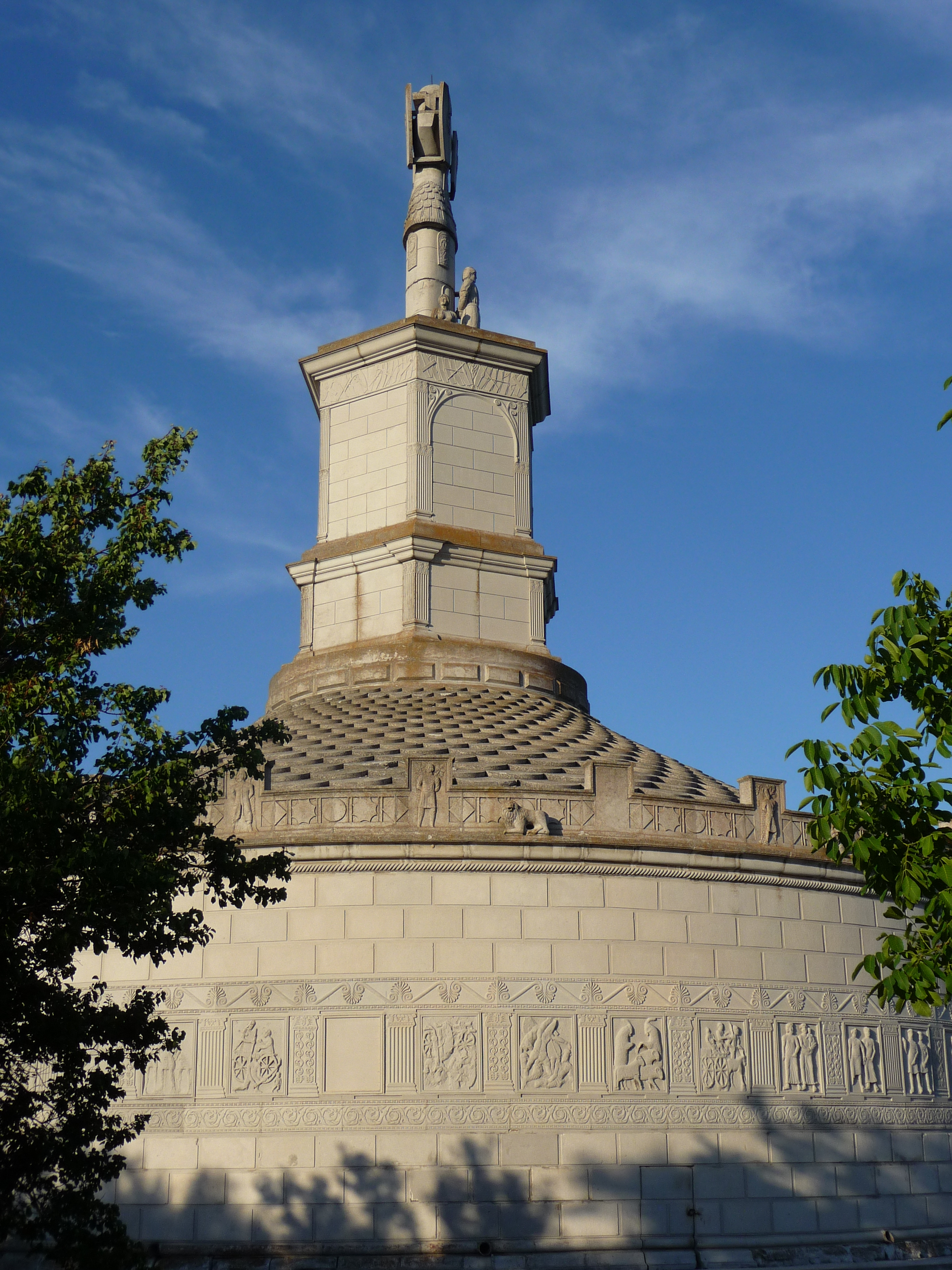
El monumento de Tropaeum Traiani en Adamclisi, con el que se conmemora la victoria romana sobre los dacios (reconstrucción moderna).

Entre los años 28/29 a. C., Rolescio, un jefe geta del sur de Dobruya, apoyó al procónsul de Macedonia, Marco Licinio Craso, y merced a sus acciones contra los bastarnos, fue declarado «amigo y aliado del pueblo romano» por Octavio. Rholes ayudó a Craso en la conquista de los estados de Dapyx (en la Dobruya central) y Zyraxes (al norte). Dobruya devino reino clientelar de los odrisios, mientras que las ciudades griegas costeras se sometieron directamente al gobernador de Macedonia. Entre los años 12 d. C. y 15 d. C., los ejércitos getas se apoderaron de las ciudades de Aegyssus y Troesmis, pero las conservaron por poco tiempo, pues el rey odrisio Rometalces I los venció con la ayuda del ejército imperial romano.
En el 15 d. C., se creó la provincia romana de Mesia, pero la actual Dobruya, bajo el nombre de Ripa Thraciae permaneció como parte del reino odrisiano. Las polis griegas de la costa formaron parte de la praefectura orae maritimae. En el 46 d. C., Tracia se convirtió en una provincia de Roma, y los actuales territorios de Dobruya se incluyeron en la de Moesia. Los geto-dacios invadieron dicha región repetidamente en el siglo I d. C., entre los años 62 y 70. En el mismo periodo, la flota del Danubio romana (classis Flavia Moesica) pasó a tener su base en Noviodunum. La praefectura fue entonces anexionada a Moesia en 86 d. C. En el mismo año, Domiciano dividió Moesia, y Dobruya quedó incluida en la parte oriental, denominada Moesia Inferior.
En el invierno de los años 101-102, el rey de los Dacios Decébalo encabezó una liga de dacios, carpos, sármatas y burios que penetró en Moesia Inferior. Las huestes invasoras fueron derrotadas por las legiones romanas del emperador Trajano en el río Yantra (Nicopolis ad Istrum se fundó para conmemorar esta victoria). Los invasores fueron vencidos de nuevo en las cercanías del actual pueblo de Adamclisi, en la Dobruya meridional. Para celebrar este triunfo se erigió el Tropaeum Traiani, construido en 109 en el lugar del combate y se fundó la ciudad de Tropaeum. A partir de 105, las legiones Legio XI Claudia y Legio V Macedonica fueron trasladadas a Dobruya, y acuarteladas en Durostorum y Troesmis, respectivamente.
En el año 118 Adriano intervino en la región para sofocar una rebelión provocada por los sármatas. En 170, los costobocios invadieron Dobruya y atacaron Libida, Ulmetum y Tropaeum. La provincia fue generalmente considerada como estable y próspera hasta la crisis premedieval, durante la que el imperio sufrió un serio debilitamiento de los fuertes que la defendían que permitió numerosas invasiones bárbaras. En el 248, una coalición de godos, carpos, taifalos, bastarnos y asdingos, acaudillada por Argáito y Guntérico, devastó Dobruya. Durante el reinado de Decio Trajano, las correrías de los godos del rey Cniva irrogaron grandes daños a la provincia. Las acometidas bárbaras siguieron en los años 258, 263 y 267. En el año 269, una flota aliada de godos, hérulos, bastarnos y sármatas asaltó las ciudades de la costa, incluida Tomis. En el año 272, Aureliano derrotó a los carpos al norte de Danubio y asentó a una parte de estos cerca de Carsium. Este mismo emperador puso fin a la crisis del imperio, tras lo que ayudó a la reconstrucción de las provincias devastadas.
Durante el mandato de Diocleciano, Dobruya fue organizada administrativamente como una provincia separada, llamada Escitia Menor, parte de la diócesis de Tracia. Su capital se fijó en Tomis. Diocleciano transfirió a la Legio II Herculia a Troesmis y a la Legio I Iovia a Noviodunum. Entre los años 331 y 332, Constantino derrotó a los godos, que corrían la provincia. Pese a esta victoria, Dobruya sería devastada nuevamente por los ostrogodos entre 384 y 386. Bajo los emperadores romanos Licinio, Juliano el Apóstata, y Valente, las ciudades de la región fueron reconstruidas parcial o totalmente.

### Periodo bizantino
Tras la división del Imperio romano, Dobruya quedó incorporada al Imperio romano de oriente. Entre 513 y 520, la región participó en las revueltas contra Anastasio I. Su jefe, Vitaliano, nativo de Zaldapa en el sur de Dobruya, derrotó al general bizantino Hipatio cerca a Kaliakra. Durante el reinado de Justino I, los antes y eslavos invadieron el territorio, pero Germano Justiniano los venció. En el año 529, el caudillo gépido Mundo repelió una nueva incursión de los protobúlgaros y los antes. Los kutrigures y ávaros invadieron la región en varias ocasiones, hasta 561-562, cuando los ávaros mandados por Bayan I se asentaron al sur del Danubio en calidad de foederati. Durante el reinado de Mauricio Tiberio, los eslavos devastaron Dobruya, destruyendo las ciudades de Dorostolon, Zaldapa y Tropaeum. Entre los años 591 y 593, el general bizantino Prisco trató en vano de detener las invasiones; acometió y venció a los eslavos de Ardagast al norte de la provincia. En el año 602, durante los motines del ejército bizantino en los Balcanes encabezados por Focas, una gran masa de eslavos cruzó el Danubio y se asentó al sur del río. Posteriormente, el dominio bizantino de la región se debilitó notablemente; en tiempos de Constantino IV pasó a formar el Thema Scythia.

### Periodo valaco
En 1388/1389 la Dobruya (llamada Terrae Dobrodicii en un documento de 1390) y Dristra (Dârstor) pasaron a manos de Mircea I, soberano de Valaquia, que venció al gran visir otomano.

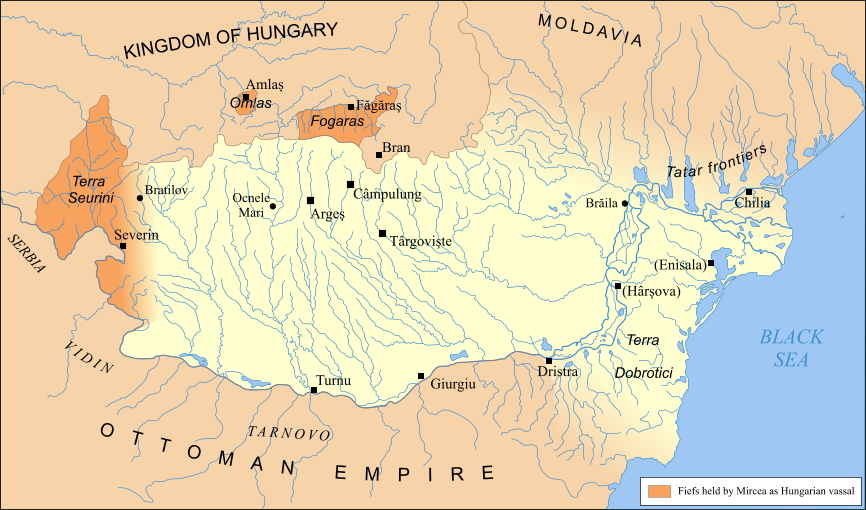
La Dobruya (Terra Dobrotici) como parte de los territorios valacos de Mircea I.

El sultán otomano Bayaceto conquistó la parte sur de la región en 1393, y acometió a Mircea un año después, aunque sin lograr derrotarlo. En la primavera de 1395, este recuperó las tierras perdidas con la ayuda de los húngaros.
Sin embargo, los otomanos retomaron la región en 1397 y la conservaron hasta 1404, pese a sufrir una contundente derrota a manos de Mircea en 1401.
La derrota que Tamerlán infligió a Bayaceto en la Angora en 1402 desencadenó la anarquía en el Imperio otomano. Mircea se aprovechó de ello para atacarlo: en 1403 se apoderó de la fortaleza genovesa de Kilia, en la desembocadura del Danubio. Merced a esto, en 1404 pudo someter la Dobruya. En 1416 atizó la revuelta del jeque Bedreddin contra el sultán Mehmed I en la comarca de Deliorman, en la Dobruya meridional.
Tras la muerte de Mircea en 1418, su hijo Miguel I tuvo que afrontar los redoblados embates otomanos; falleció combatiendo contra estos en 1420. Ese mismo año, el Mehmed I dirigió en persona el sometimiento definitivo de la Dobruya. Valaquia solo pudo conservar temporalmente el delta del Danubio.
A finales del siglo XIV, el viajero alemán Johann Schiltberger describió la región:

Estuve en tres regiones, todas ellas llamadas Bulgaria. [...] La tercera Bulgaria se halla donde el Danubio desemboca en el mar. Su capital es Kaliakra.

## Subdivisiones entre estados

Mapa de Rumania y Bulgaria que se reparten la región de la Dobruja:
Dobrudja septentrional (Rumanía)
Dobrudja meridional (Bulgaria)

En total, Dobruja tiene un área de 23 100 km² y una población de más de 1,3 millones de habitantes, de los que unos dos tercios de la superficie y tres cuartos de la población están en el lado rumano.
| Etnicidad           | Dobruja   | Dobruja    | Dobruja rumana | Dobruja rumana | Dobruja búlgara | Dobruja búlgara |
| Etnicidad           | Cifra     | Porcentaje | Cifra          | Porcentaje     | Cifra           | Porcentaje      |
| ------------------- | --------- | ---------- | -------------- | -------------- | --------------- | --------------- |
| Total               | 1,180,560 | 100.00 %   | 897,165        | 100.00 %       | 283,395         | 100.00 %        |
| Rumanos             | 752,197   | 63.72 %    | 751,250        | 83.74 %        | 947             | 0.33 %          |
| Búlgaros            | 192,756   | 16.33 %    | 58             | 0.01 %         | 192,698         | 68 %            |
| Turcos              | 95,463    | 8.09 %     | 22,500         | 2.51 %         | 72,963          | 25.75 %         |
| Tártaros de Dobruja | 20,528    | 1.74 %     | 19,720         | 2.20 %         | 808             | 0.29 %          |
| Romaníes            | 24,140    | 2.04 %     | 11,977         | 1.33 %         | 12,163          | 4.29 %          |
| Rusos               | 14,608    | 1.24 %     | 13,910         | 1.55 %         | 698             | 0.25 %          |
| Ucranianos          | 1,250     | 0.11 %     | 1,177          | 0.13 %         | 73              | 0.03 %          |
| Griegos             | 1,467     | 0.12 %     | 1,447          | 0.16 %         | 20              | 0.01 %          |

Las ciudades más habitadas son: Constanța, Tulcea, Medgidia y Mangalia en Rumania, y Dobrich además de Silistra en Bulgaria.

### Rumania

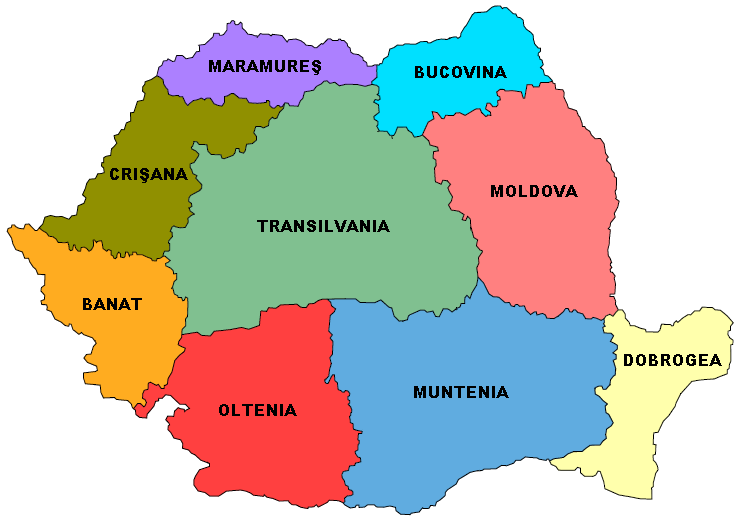
La región de Dobruja en Rumanía al este (de amarillo).

La región rumana de Dobrogea consta de las provincias de Constanţa y Tulcea, que suman un área de 15.500 km² y una población de algo más de un millón de habitantes. Sus principales ciudades son Constanza, Tulcea, Medgidia y Mangalia. Dobrogea está representada por unos delfines en el escudo de Rumania.

### Bulgaria
La región búlgara de Dobrudzha se divide en las provincias de Dobrich y Silistra y tiene un área de 7565 km², así como una población total de unos 350 000 habitantes.